# Wallace Bryant (arciere)
Wallace Bryant (Melrose, 19 dicembre 1863 – Gloucester, 2 maggio 1953) è stato un arciere statunitense.
Partecipò alle gare di tiro con l'arco ai Giochi olimpici di Saint Louis 1904, dove vinse una medaglia di bronzo nella gara a squadre. Nelle due sfide individuali Bryant arrivò quarto nel doppio York e ottavo nel doppio americano.
Anche suo fratello Phil fu arciere olimpico.

## Palmarès
In carriera ha conseguito i seguenti risultati:
- Giochi olimpici

St. Louis 1904: una medaglia di bronzo nella gara a squadre.